# Achada de Santo António
Achada de Santo António é um sítio povoado e muito pitoresco da freguesia de Santana, concelho de Santana, Ilha da Madeira. Aqui se encontra uma capela dedicada a Santo António, construída em meados do século XVI e reedificada em 1730.